# La regola del silenzio - The Company You Keep
La regola del silenzio - The Company You Keep (The Company You Keep) è un film del 2012 diretto e interpretato da Robert Redford.
Nel cast figurano tra gli altri Shia LaBeouf, Julie Christie, Brendan Gleeson, Richard Jenkins, Stanley Tucci, Nick Nolte, Jackie Evancho e Susan Sarandon. Il film, ispirato all'omonimo romanzo di Neil Gordon, è stato presentato fuori concorso alla 69ª Mostra internazionale d'arte cinematografica di Venezia, per poi approdare al Toronto International Film Festival.

## Trama
Jim Grant è un avvocato e un padre vedovo che cresce la figlia nei sobborghi di Albany, New York. Questa tranquilla esistenza viene sconvolta quando Sharon Solarz, una donna anch'essa dalla vita apparentemente tranquilla, viene arrestata dall'FBI, con l'accusa di avere ucciso trent'anni prima una guardia giurata durante una rapina in banca, e in tale crimine egli stesso sembra essere coinvolto quando un giovane reporter, Ben Shepard, svela la sua vera identità, ossia Nick Sloan, quella di un pacifista radicale che negli anni Settanta manifestava contro la Guerra del Vietnam, risultando ancora ricercato per quell'omicidio.
Dopo aver vissuto per oltre trent'anni in clandestinità, Grant si dà alla fuga, sia perché si trova al centro di una gigantesca caccia all'uomo e l'FBI è sulle sue tracce, sia per riuscire a trovare l'unica persona in grado di scagionarlo. Shepard conosce l'importanza del suo scoop e si rende conto di avere in mano un'opportunità fantastica per un giornalista. Determinato a diventare famoso, non si fermerà davanti a niente, scavando a fondo nel passato di Grant e inseguendolo per tutto il Paese, malgrado gli ammonimenti del suo capo e le minacce dell'FBI.
Si riaprono vecchie ferite e Grant riallaccia i contatti con alcuni membri del suo gruppo, i Weather Underground. Shepard comincia a capire che in quell'uomo c'è qualcosa di misterioso.
Con l'FBI alle calcagna, Shepard scopre gli sconvolgenti segreti che Grant ha custodito negli ultimi trent'anni: è stata Mimi Lurie, la donna che ha amato da giovane, a commettere l'omicidio della guardia giurata, e ora cerca di convincerla a consegnarsi alle autorità, per scagionarlo e permettergli di vivere la sua vita con sua figlia. Quando i due si ritroveranno faccia a faccia nella Upper Peninsula del Michigan, metteranno a nudo le loro identità e le loro idee.

## Promozione
Il 30 agosto 2012 è stato diffuso online il primo trailer del film.

## Distribuzione
Il film è stato distribuito in Italia dal 20 dicembre 2012 dalla 01 Distribution.